# Drahňovice
Drahňovice (en allemand : Drachniowitz) est une commune du district de Benešov, dans la région de Bohême-Centrale, en République tchèque. Sa population s'élevait à 103 habitants en 2020.

## Géographie
Drahňovice se trouve à 6 km au sud de Sázava, à 16 km à l'est-nord-est de Benešov et à 44 km au sud-est de Prague.
La commune est limitée par Choratice, Xaverov et Sázava au nord, par Rataje nad Sázavou à l'est, par Český Šternberk au sud-est, par Divišov au sud et au sud-ouest, et par Ostředek à l'ouest.

## Histoire
La première mention écrite de la localité date de 1401.